# Тунджел, Мерве
Мерве Тунджел (тур. Merve Tuncel; род. 1 января 2005, Анкара) — турецкая пловчиха, специализирующаяся в плавании вольным стилем. Участница Олимпийских игр и многократная чемпионка мира среди юниоров.

## Биография
Мерве Тунджел родилась 1 января 2005 года.

## Карьера

### 2019
Мерве Тунджел на проходившем в Австрии молодёжном турнире выиграла две золотые медали в плавании на 100 м и 200 м баттерфляем. В том же году приняла участие на чемпионате Европы среди юниоров в Казани, показав лучший результат на дистанции 800 м вольным стилем и заняла шестое место. Она также стала 11-й в плавании на 1500 м вольным стилем и на 200 м баттерфляем, а также стала 32-й на дистанции 100 м баттерфляем. На Европейском юношеском олимпийском фестивале в Баку завоевала серебро на дистанции 200 м баттерфляем и бронзу на 800 м вольным стилем, а также участвовала в плавании на 100 м баттерфляем и 400 м вольным стилем, став 12-й и 31-й, соответственно. На юниорском чемпионате мира в Будапеште Мерве Тунджел лучший результат показала на дистанции 800 м вольным стилем, став десятой. Также она стала 13-й в плавании на 400 м вольным стилем и 17-й на самой длинной дистанции 1500 м. Тунджел приняла участие на взрослом чемпионате Европы на короткой воде в Великобритании. Её лучший результат был показан на дистанциях 200 м баттерфляем и 800 м вольным стилем, где она стала 17-й. Также она выступила в плавании на 50 м баттерфляем, 20 м и 400 м вольным стилем, и заняла, соответственно, 36-е, 31-е и 21-е места. На чемпионате Турции на короткой воде в декабре выиграла две серебряные медали на 400 м и 1500 м вольным стилем.

### 2021
На Кубке мира в Турции в феврале 2021 года Мерве Тунджел выиграла золотую медаль на дистанции 800 м вольным стилем, и дважды стала серебряным призёром в плавании на 200 м вольным стилем и 200 м баттерфляем. На чемпионате Европы 2020 года в Будапеште, который был перенесён из-за COVID-19 на 2021 год, она стала седьмой на дистанции 400 м вольным стилем. На чемпионате Европы среди юниоров в Италии завоевала три золотые медали на дистанциях 400 м, 800 м и 1500 м вольным стилем, а также финишировала пятой в плавании на 200 м вольным стилем. Её время в победных дисциплинах (4.06,25, 8.21,91 и 15.55,23) позволило ей преодолеть олимпийский норматив и попасть на Игры в Токио во всех трёх дисциплинах.
Вместе с Берке Сака Тунджел несла флаг сборной на церемонии открытия. В предварительном раунде на 400 м вольным стилем стала 19-й в первом раунде, на 800 м — 12-й, на 1500 м — 11-й, и ни в одной дисциплине не прошла в финал.